# Xylonaeus longicauda
Xylonaeus longicauda är en skalbaggsart som beskrevs av Heinrich Bickhardt 1916. Xylonaeus longicauda ingår i släktet Xylonaeus och familjen stumpbaggar. Inga underarter finns listade i Catalogue of Life.